# نام نجوين
نام نجوين هو متزلج فني كندي، ولد في 20 مايو 1998 في أوتاوا في كندا.

## وصلات خارجية
- نام نجوين على موقع الاتحاد الدولي للتزلج (الإنجليزية)